# 154.ª Divisão de Infantaria (Alemanha)
A 154ª Divisão de Infantaria (em alemão:154. Infanterie-Division) foi uma unidade militar que serviu no Exército alemão durante a Segunda Guerra Mundial.

## Comandantes
| Comandante                           | Data                                     |
| ------------------------------------ | ---------------------------------------- |
| Generalleutnant Friedrich Altrichter | ? de março de 1945 - 17 de abril de 1945 |

## Oficiais de operações
| Major Witho von Ponickau | 1 de outubro de 1944-1945 |

## Área de operações
| Leste da Alemanha | março de 1945 - abril de 1945 |